# Energiemeteorologie
Die Energiemeteorologie ist ein Teilgebiet der Meteorologie. Sie beschäftigt sich mit den meteorologischen und klimatologischen Grundlagen für Anwendungen der Energiewirtschaft.

## Hintergrund

Die prozentualer Veränderung des Strommix in Deutschland im Zeitraum 1990–2020 illustriert die Zunahme der wetterabhängigen Energiequellen.

Die erneuerbaren Energiequellen Wind und Sonne (insbesondere durch Photovoltaik) haben in den zurückliegenden Jahren in zunehmendem Ausmaß zur Stromerzeugung beigetragen. Beide Energiequellen sind wetterabhängig und daher sind zuverlässige meteorologische Informationen für Planung und Betrieb des Energiesystems von zunehmender Bedeutung. Ebenso bestehen beim Energieverbrauch (beispielsweise für Heizenergiebedarf und Kühlung) oder der Produktion von Biomasse Abhängigkeiten von der Wettersituation. Die Energiemeteorologie widmet sich derartigen Anforderungen und ist somit ein anwendungsorientierter Teilbereich der Meteorologie.

## Methoden
Im Kontext erneuerbarer Energien werden in der Energiewirtschaft meteorologische Informationen auf verschiedenen Zeitskalen benötigt, beispielsweise langjährige Beobachtungsdaten zur Bewertung von Standorten oder Wettervorhersagen für die Abschätzung der Energieeinspeisung für die kommenden Tage. Energiemeteorologische Fragestellungen werden daher unter Nutzung von Beobachtungsdaten, wie auch durch numerische Prognosen der Wetterentwicklung beantwortet. Für die Bewertung der langjährigen Wetterverhältnisse werden neben den direkten Beobachtungen auch unterschiedliche Modelle benutzt, wie beispielsweise Reanalysen. Um Auswirkungen zukünftiger Klimaänderungen auf den Energiesektor abzuschätzen, können auch Klimaprojektionen auf Basis von Klimamodellen genutzt werden.